# Барятинський Іван Федорович
Барятинський Іван Федорович (1689 - 1738)  — князь, генерал-лейтенант, генерал-аншеф, гвардії бригадир, головний командир Малоросійського тимчасового Правління гетьманського уряду (з 17 червня по 27 листопада 1736 року та з 30 грудня 1736 по 18 лютого 1738 року). , Сенатор Російської імперії (1730-1738 рр.), Московський генерал-губернатор (1735-1737 рр.)

## Військова служба
І. Барятинський у чині бригадира керував полком під час Північної війни 1700–1721 років. За виявлену доблесть у морській битві поблизу острова Гренгам у Балтійському морі (нині територія Фінляндії) 27 липня 1720 року отримав золоту медаль «За битву при Гренгамі».

## Глухівсько-московський період
4 березня 1730 року в званні сенатора увійшов до складу відновленого російською імператрицею Анна ІванівнаАнною Іванівною Правлячого сенату. 23 квітня цього ж року отримав звання генерал-лейнтенанта.
21 серпня 1735 року був призначений Московським генерал-губернатором. Залишаючись на цій посаді, він також паралельно, 17 червня 1736 року був призначений Головним командиром Правління гетьманського уряду у Глухові. Весь час навідувався до Москви. І вже 27 листопада 1836 року був відставлений. Але ненадовго.
Через місяць, 30 грудня 1736 року він знову повернувся до Глухова Головним командиром Правління гетьманського уряду для керівництва Лівобережною Україною. Тут же, 9 лютого 1737 року І.Барятинський отримав звання генерал-аншефа.
Увійшов в історію, як російський централізатор. Зокрема, наказав заарештувати весь склад Київського магістрату. Також за його розпорядженням були вилучені всі королівські й царські грамоти, що визначали привілеї Києва. Вони були направлені до Санкт-Петербурга «…дабы оные по продолжению времени из памяти у них вышли, и не имели на что ссылаться».
Врешті, перебуваючи на двох посадах, 18 лютого 1738 року, І.Барятинський повернувся з Глухова до Москви.

### Сім'я
Батько - князь Барятинський Федір Юрійович 
Першою дружиною І. Барятинського була  Голіцина Софія Михайлівна  (1681-1703). Однак, в них не було дітей.
Разом з другою дружиною  Наталією Гаврилівною Головкіною (1689-1726) князь виховав трьох дітей: Олександра (1708-1765), Сергія (? - 1746) та Анну (1720-1783).